# إنترلاكن
إنترلاكن (بالألمانية: Interlaken) بلدية في مقاطعة إنترلاكن-أوبيرهاسلي ضمن كانتون برن في سويسرا وهي من الوجهات السياحية المعروفة في منطقة المرتفعات البرنية (Berner Oberland) [الإنجليزية].

## التاريخ
كانت تعرف إنترلاكن في الماضي بأرموهله. تعود أهمية البلدة كموقع لدير أوجوستينيان كانونس [الإنجليزية] ؛ الذي بني عام 1130 وظل قائمُا حتى  عام 1528. في عام 1891، نجح المجلس المحلي بإقناع الحكومة بتغيير اسم البلدية إلى إنترلاكن والتي أصبحت شائعة الاستخدام حينها بين البحيرتين حيث استخدم اسم إنترلاكن فعلا في الخرائط الجغرافية، وكتب السفر، والجداول الزمنية وحتى في الإعلانات. منح الإذن بتغيير الاسم إلى إنترلاكن في كانون الأول ديسمبر من عام 1891.
شكلت الطباعة والمنسوجات وعلى نطاق أصغر صناعة الساعات ومبيعاتها مصادر دخل ذات أهمية، ولكن اليوم السياحة هي أهم مصدر للدخل. إنترلاكن هي واحدة من أقدم المنتجعات السياحية في سويسرا، ولا تزال واحدة من الأكثر شعبية.

## الجغرافيا
تقع إنترلاكن على ارتفاع 570 متر فوق مستوى سطح البحر بين بحيرة برينز في الشرق وبحيرة ثون في الغرب في منطقة تسمى بوديلي [الإنجليزية]. أخذت المدينة اسمها من موقعها الجغرافي بين البحيرات. يتدفق نهر الآر عبر المدينة واصلا بين البحيرتين.
اعتبارا من عام 2009 بلغت مساحة إنترلاكن 4.3 كيلومترا مربعا. يستخدم 24.4% من هذه المساحة للأغراض الزراعية، بينما تشكل الغابات ما مساحته 22.6%، وما تبقّى من مساحة تقدر بـ 45.8% ما بين طرق ومبان، وتشكل الأنهار والبحيرات ما نسبته 7% من المساحة الكلية فيما تشكّل الأراضي غير المستفاد منها 0.2%.

## السكان
| السنة  | 1764 | 1850 | 1880 | 1900 | 1930 | 1950 | 1960 | 1970 | 1980 | 1990 | 2000 |
| السكان | 397  | 1054 | 2085 | 2962 | 3771 | 4368 | 4738 | 4735 | 4852 | 5176 | 5199 |

## السياسة
- السلطة التشريعية: تتكون من مجلس مكون من ثلاثين عضوا.
- السلطة التنفيذية : يتكون من المجلس البلدي ويحتوي على سبعة أعضاء والذي يديره رئيس البلدية.

## الاقتصاد
إنترلاكن هي واحدة من المراكز السياحية الرئيسية في هيئة بيرن [الإنجليزية]، ولديها بنية تحتية من 60 فندقا مع ما يقارب من 4100 سرير، وستة بيوت للشباب مع 450 سريرا. الفندق الأكثر شهرة هو فندق فيكتوريا جونغفرو جراند [الإنجليزية] . وهناك خيارات واسعة من الأنشطة والمغامرة.

## الفن والثقافة

### الأماكن ذات الأهمية
- بحيرة ثون وبحيرة برينز
- كازينو إنترلاكن
- شينجي بلاته [الإنجليزية] (مع سكة حديد شينجي بلاته [الإنجليزية]) والتي توفر طريقة عرض جميلة لإنترلاكن
- هاردر كولم مع هاردربان [الإنجليزية]
- مهرجان الحقل الأخضر [الإنجليزية]
- مهرجان الأنسبانين [الإنجليزية]
- وليام تيل
- متنزه الغموض [الإنجليزية]

## معرض صور

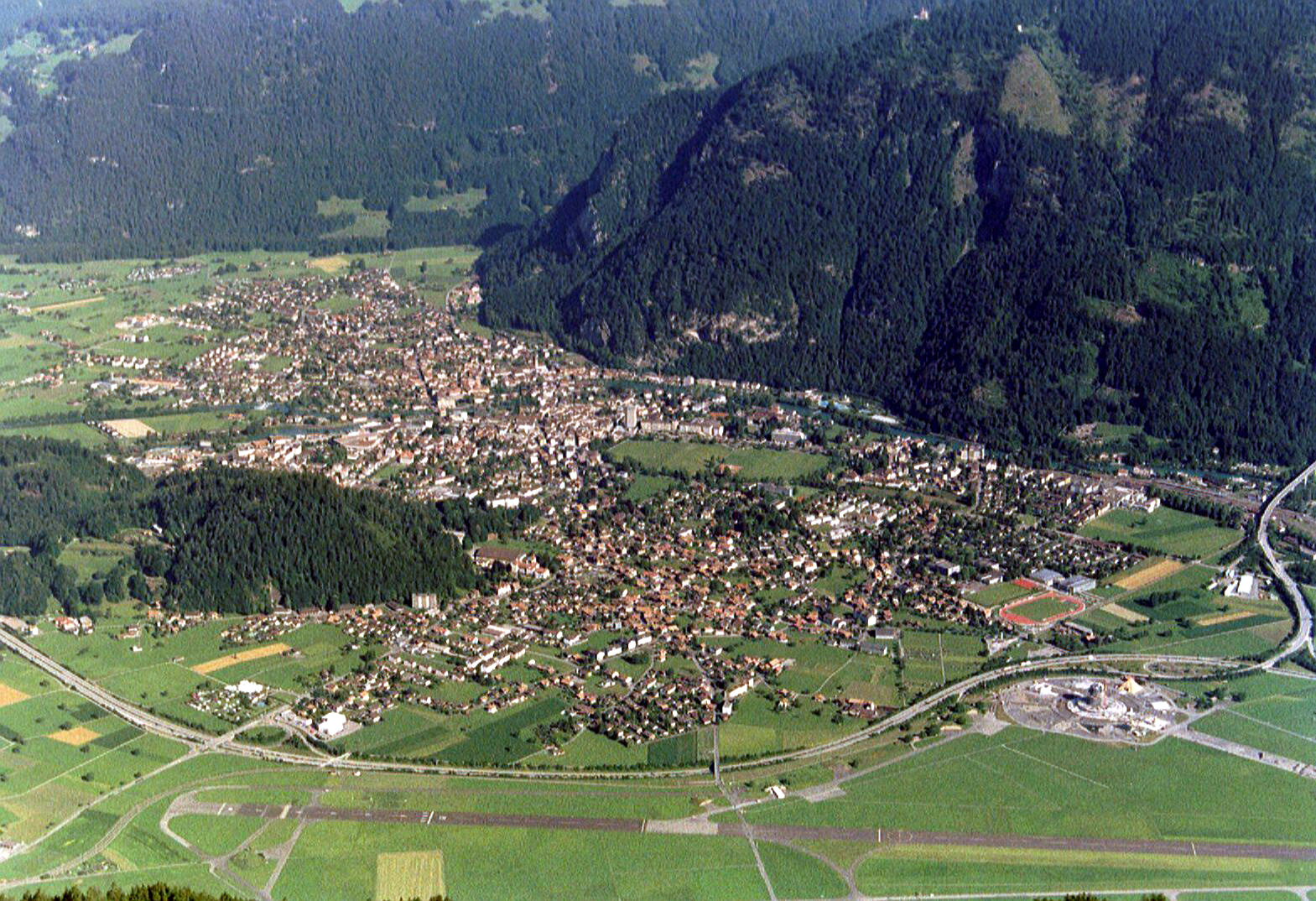
عرض من الجبال إلى إنترلاكن
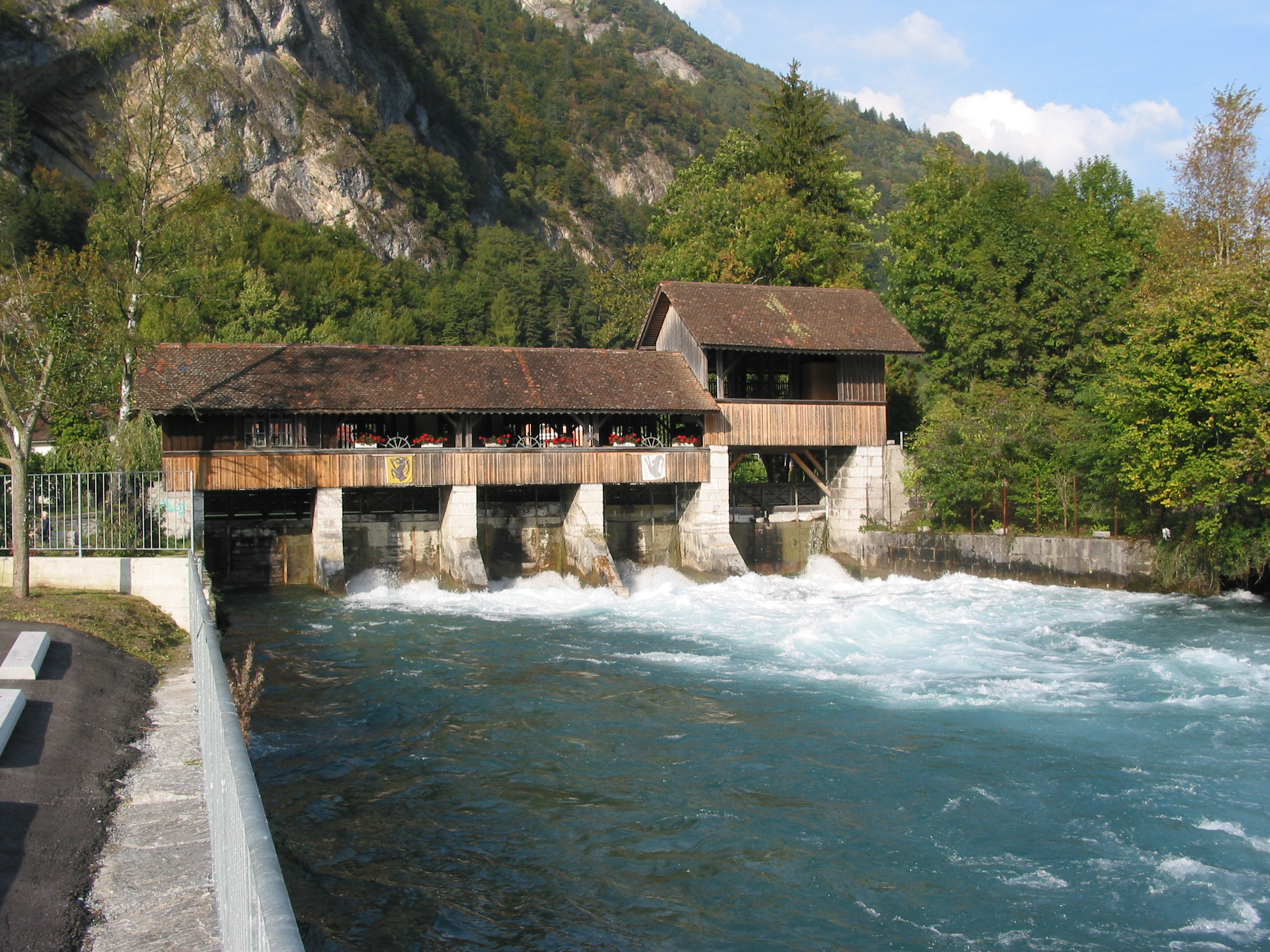
سياج مائي في إنترلاكن
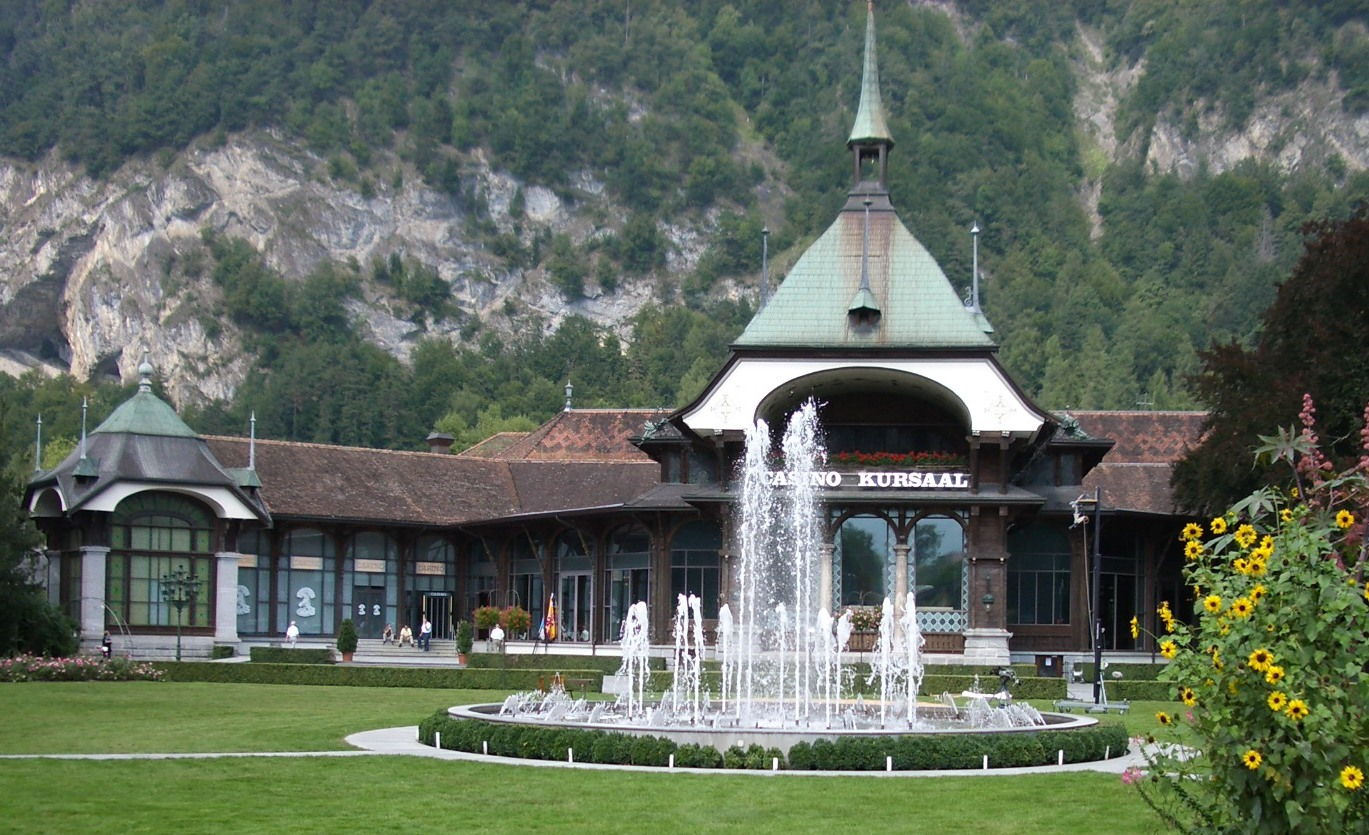
كازينو إنترلاكن
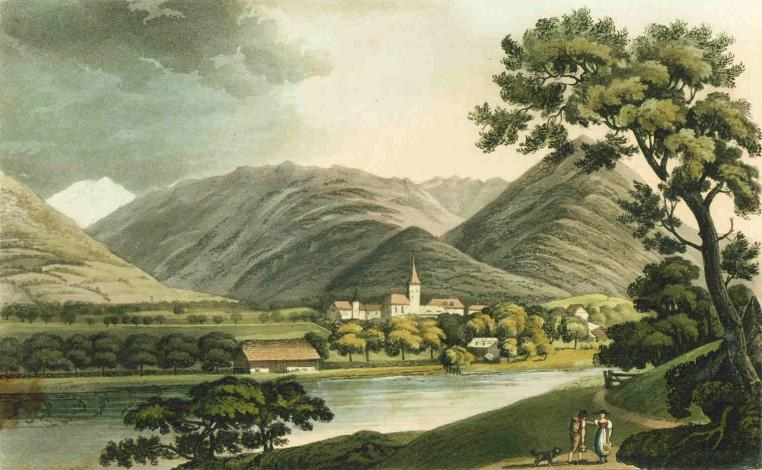
إنترلاكن عام 1821 م
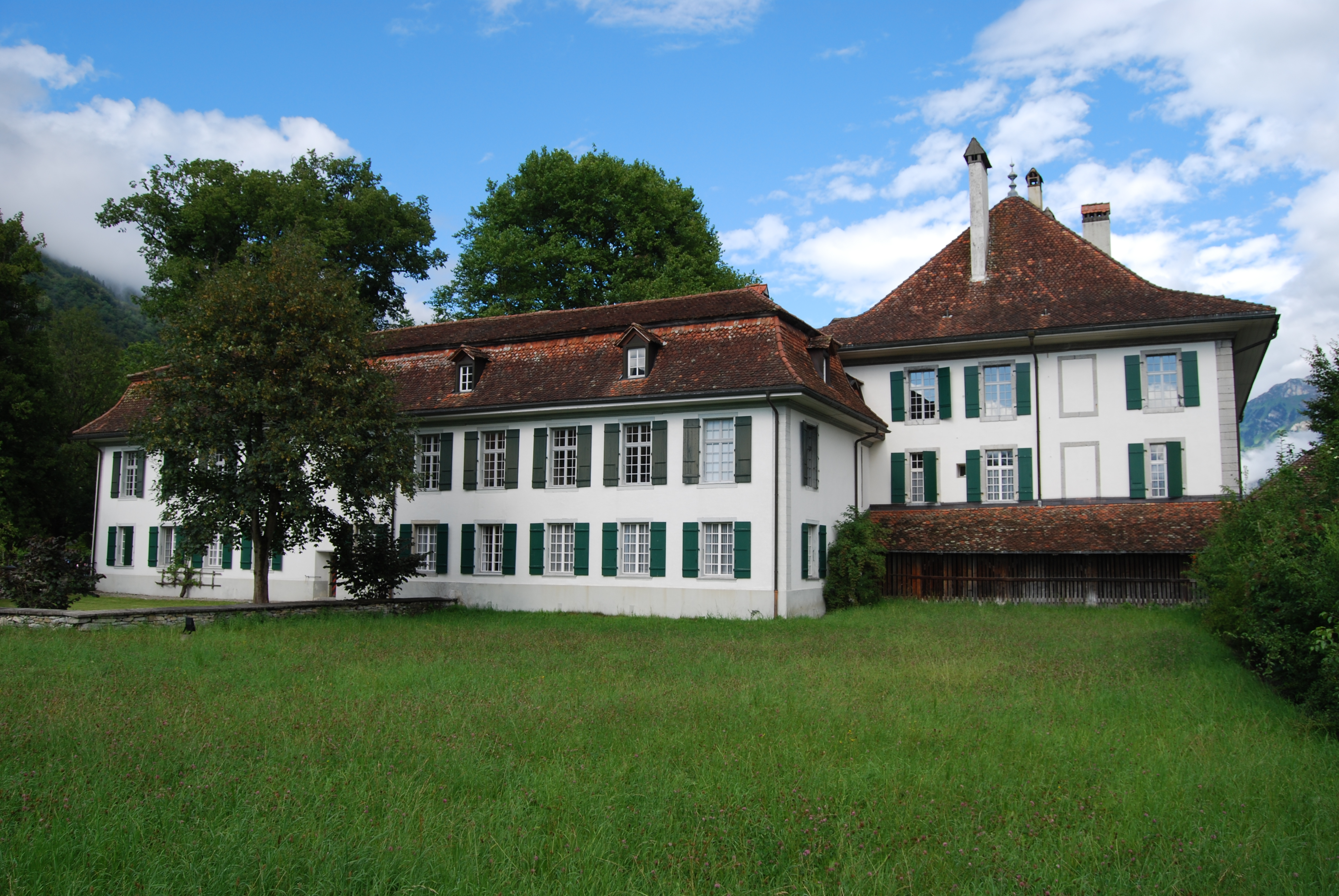
قلعة إنترلاكن
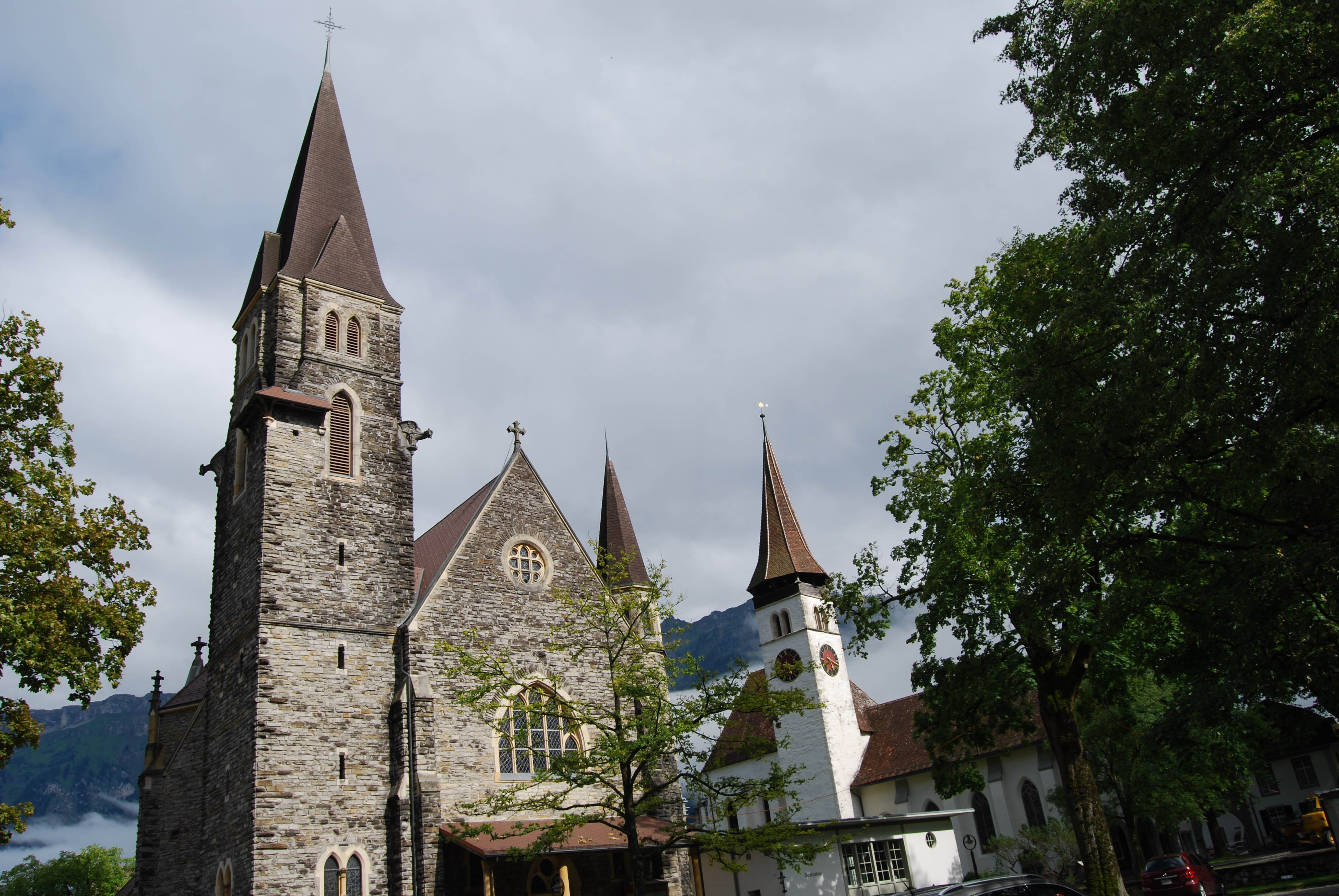
الكنائس الكاثوليكية (يسار) والبروتستانتية (يمين) في إنترلاكن
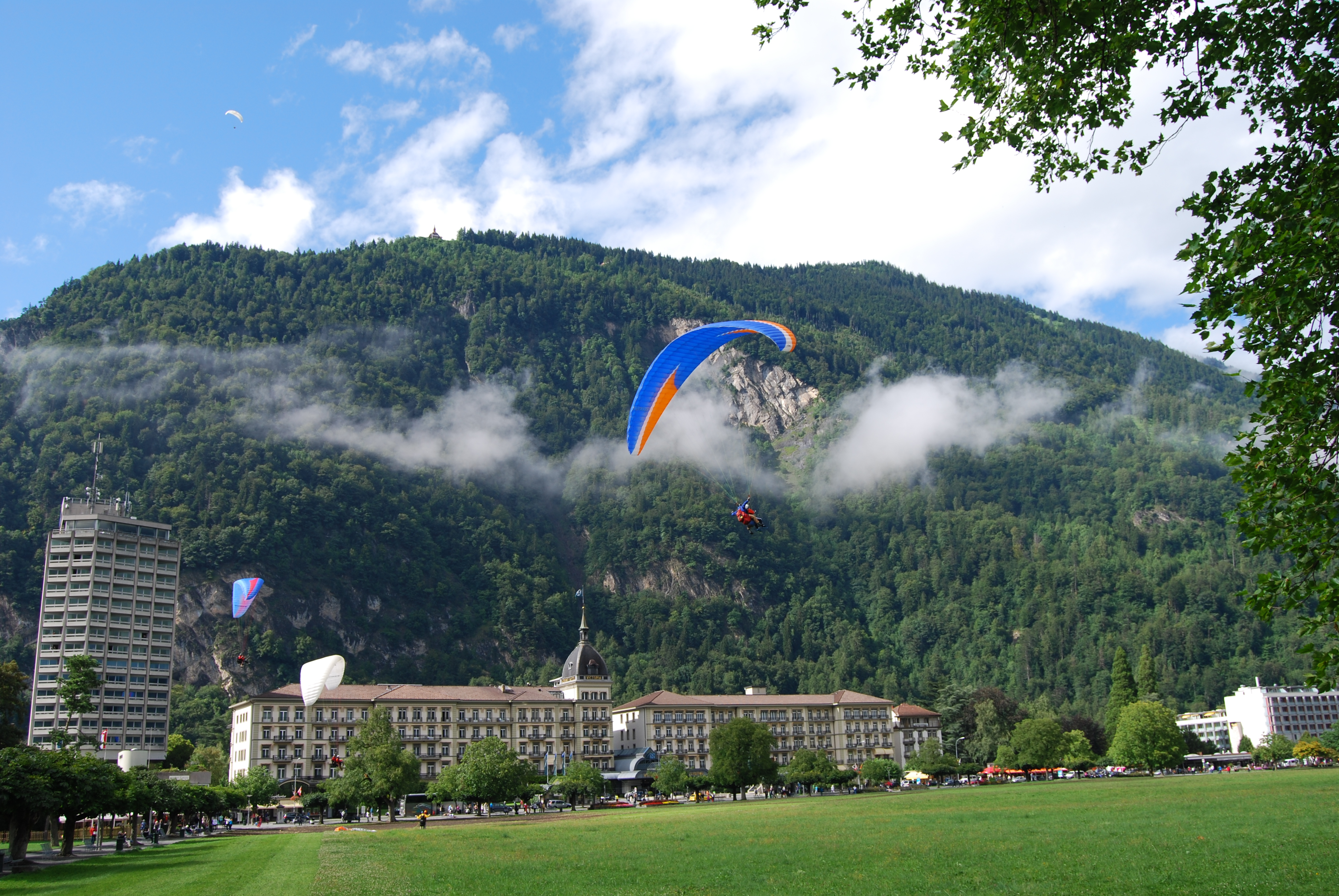
فندق فيكتوريا جونغفرو جراند [الإنجليزية]

## وصلات خارجية
- بلدة إنترلاكن

‌